# Lesa maestà
La lesa maestà è un crimine rivolto contro la maestà, cioè contro la suprema dignità dello Stato e, nei regimi monarchici, del sovrano.

## Origine
La punizione degli atti rivolti contro il sovrano o contro l'autorità è una pratica diffusa e antica, ma fu a Roma che venne specificamente codificata formando la base del successivo concetto di lesa maestà.

### Antica Roma
Nell'antica Roma, la maiestas era attributo tipico della Res Publica, cioè dello Stato romano. Come reati di lesa maiestas, erano puniti tutti gli atti di violazione dell'autorità e della dignità statale, come ad esempio le offese alla Repubblica o alla divinità, l'aggressione a magistrati e la celebrazione di feste nei giorni di lutto pubblico. Si trattava, come ricordava il giurista Ulpiano, di una particolare forma di sacrilegio rivolta contro lo Stato:
(Ulpiano)
La lex Appuleia de maiestate, introdotta attorno al 100 a.C., puniva generalmente lo svilimento della dignità del Popolo Romano (maiestas minuta populi Romani), introducendo quindi la punizione di un gran numero di atti, compresa la codardia in ambito militare. Nell'81 a.C. il dittatore Lucio Cornelio Silla, con la lex Cornelia de maiestate introduceva poi la punizione come lesa maestà delle ribellioni contro l'autorità di Roma.
In età imperiale la lesa maestà venne regolata dalla nuova Lex Iulia maiestatis emanata nell'8 a.C. su impulso di Augusto. Questa configurava la lesa maestà non più solo come reato rivolto contro lo Stato, ma più in specifico nella persona dell'Imperatore, cui corrispondeva la comminazione di pene gravissime a seconda della gravità del reato, quali l'esilio, la aquae et ignis interdictio, o la pena di morte. Erano in particolare puniti come lesa maestà:
- gli atti contro la sacralità quali il sacrilegio della persona dell'Imperatore, lo Stato o le divinità;
- gli atti di tradimento come la perduellio ("alto tradimento"), il tradimento col nemico, la sedizione, la ribellione e il suo incitamento, l'arruolamento di un esercito senza il consenso del Princeps;
- l'attentato alla vita dell'Imperatore, gli atti di empietà.

L'estensione del concetto di lesa maestà si fondava sull'attribuzione al Princeps di prerogative sacrali e di inviolabilità proprie della tribunicia potestas, la cosiddetta sacrosanctitas (sacralità e santità): pertanto, la violazione della sacralità dell'Imperatore chiamava in causa l'obbligo tutelare dello Stato nei confronti del sacro. L'applicazione della nuova legge raggiunse ampia estensione già durante il regno del successore Tiberio, divenendo una delle più potenti armi nelle mani dell'Imperatore.

## Applicazione
Veri e propri reati di lesa maestà sono tutt'oggi classificati nei codici penali di numerosi Stati a regime monarchico: Brunei, Danimarca, Regno Unito, Marocco, Paesi Bassi, Kuwait, Spagna, Thailandia, etc. A parte questi, paesi come Turchia e Iran tutelano con reati speciali la memoria dei propri fondatori, rispettivamente il padre della patria Atatürk e l'ayatollah Khomeini.
Nella maggior parte dei paesi occidentali, inoltre, è tuttora previsto come reato l'insulto a capi di Stato stranieri e ai simboli di nazioni estere.
In Italia la maestà dello Stato è tutelata dai vari reati di vilipendio che, in materia di lesa maestà, puniscono manifestazioni di pubblico disprezzo e oltraggio nei confronti del Presidente della Repubblica, della Repubblica, delle istituzioni costituzionali, delle Forze Armate, della Nazione, della Bandiera e dell'emblema dello Stato nonché della bandiere e degli emblemi di Stato estero.